# Calopteryx haemorrhoidalis
La splendente culviola (Calopteryx haemorrhoidalis Vander Linden, 1825) è una damigella della famiglia Calopterygidae (Odonata: Zygoptera).

## Descrizione
Calopteryx haemorrhoidalis può raggiungere una lunghezza corporea di circa 45–48 mm. L'Addome è lungo circa 34–43 mm nei maschi, 31–43 mm nelle femmine.  La lunghezza delle ali è di 23–32 mm nei maschi, 25–37 mm nelle femmine.
I maschi hanno un corpo scuro, metallico e rilucente, il cui colore varia dal rosso-violetto all'oro e al rame fino al blu scuro scuro e al nero. Inferiormente agli ultimi tre segmenti addominali c'è un'are rosso carminio, chiamata "lanterna rossa" (da cui trae il nome Latino haemorrhoidalis, che significa "flusso di sangue"). Le ali dei maschi sono in gran parte scure, mentre quelle delle femmine possiedono una banda bruna distale e un corpo verde metallizzato o bronzeo, con una stria bruna sul dorso.

## Distribuzione e Habitat
La specie è distribuita nel Bacino del Mediterraneo occidentale, dove popola la penisola Iberica, la Francia meridionale, la penisola Italiana e il nord Africa, nonché le isole limitrofe. In Italia è comune nelle regioni centro-meridionali e sulle isole maggiori e l'arcipelago Toscano, mentre mancano segnalazioni in pianura Padana e lungo l'arco Alpino. Predilige  acque correnti, anche solo lievemente, di ruscelli, fossi, risosorgive e fiumi, ma si adatta anche a canali e piccoli rivoli.